# Clistoabdominalis lingulatus
Clistoabdominalis lingulatus är en tvåvingeart som beskrevs av Skevington 2001. Clistoabdominalis lingulatus ingår i släktet Clistoabdominalis och familjen ögonflugor. Inga underarter finns listade i Catalogue of Life.